# Fernando Gómez
Fernando Gómez Colomer eller bare Fernando (født 11. september 1965 i Valencia, Spanien) er en tidligere spansk fodboldspiller (offensiv midtbane).
Fernandos tilbragte stort set hele sin karriere hos Valencia CF i sin fødeby, hvor han var tilknyttet i 15 sæsoner fra 1983 til 1998. Han scorede over 100 mål for klubben i La Liga, og var med til at nå i finalen i pokalturneringen Copa del Rey i 1995. I sit karrieres efterår prøvede han lykken i engelsk fodbold hos Wolverhampton Wanderers, hvor han spillede en enkelt sæson.
Fernandos præstationer for Valencia sikrede ham i 1989 prisen som Årets spanske spiller i La Liga.

## Landshold
Fernando spillede desuden otte kampe og scorede to mål for Spaniens landshold. Han var en del af den spanske trup til VM i 1990 i Italien. Han kom dog kun på banen i én af spaniernes kampe i turneringen, hvor holdet blev slået ud i 1/8-finalerne.